# 泣き笑い (アルバム)
『泣き笑い』（なきわらい）は、研ナオコの4枚目のオリジナルアルバム。
1976年8月25日発売。販売・発売元はキャニオン・レコード。規格品番は、C-9008（LPレコード）。

## 解説
キャッチコピーは『中島みゆき、宇崎竜童が研ナオコのイメージをグ〜ンと拡大!!』『いろいろ想ったり悩んだりするのが恋なのか――――だったらそれも楽しいじゃないか!』。
前作『愚図』以来、約1年ぶりのオリジナルアルバムで、A面には中島みゆき、B面には阿木燿子と宇崎竜童の楽曲で構成され、シングル曲「LA-LA-LA」と「あばよ」を含んだ全12曲が収録されている。
2023年10月18日に初めてCD化され、同時に音楽配信も開始された。

## ベスト・アルバムの収録
2023年に初CD化されるまでは、以下の楽曲はCD化されてベスト・アルバムに収録されている。
| 曲名                | 収録作品                       | 発売日        | 備考                                                             |
| ------------------- | ------------------------------ | ------------- | ---------------------------------------------------------------- |
| 明日 靴がかわいたら | 『中島みゆき作品コンプリート』 | 2014年5月21日 | 研ナオコ自身が歌唱した中島みゆきの楽曲を収録したベスト・アルバム |
| わすれ鳥のうた      | 『中島みゆき作品コンプリート』 | 2014年5月21日 | 研ナオコ自身が歌唱した中島みゆきの楽曲を収録したベスト・アルバム |

## 収録曲

### LPレコード
| 全作詞・作曲: 中島みゆき、全編曲: クニ河内。 |                         |            |            |      |
| #                                            | タイトル                | 作詞       | 作曲・編曲 | 時間 |
| 1.                                           | 「強がりはよせよ」      | 中島みゆき | 中島みゆき | 3:07 |
| 2.                                           | 「明日 靴がかわいたら」 | 中島みゆき | 中島みゆき | 4:02 |
| 3.                                           | 「雨が空を捨てる日は」  | 中島みゆき | 中島みゆき | 3:16 |
| 4.                                           | 「LA-LA-LA」            | 中島みゆき | 中島みゆき | 3:08 |
| 5.                                           | 「わすれ鳥のうた」      | 中島みゆき | 中島みゆき | 4:45 |
| 6.                                           | 「あばよ」              | 中島みゆき | 中島みゆき | 3:36 |
| 合計時間:                                    | 合計時間:               | 21:54      |            |      |

| 全作詞: 阿木燿子、全作曲: 宇崎竜童、全編曲: クニ河内。 |                              |          |            |      |
| #                                                      | タイトル                     | 作詞     | 作曲・編曲 | 時間 |
| 1.                                                     | 「あなたと私のティータイム」 | 阿木燿子 | 宇崎竜童   | 3:23 |
| 2.                                                     | 「パントマイム」             | 阿木燿子 | 宇崎竜童   | 4:24 |
| 3.                                                     | 「あの子」                   | 阿木燿子 | 宇崎竜童   | 3:24 |
| 4.                                                     | 「笑い上戸」                 | 阿木燿子 | 宇崎竜童   | 3:08 |
| 5.                                                     | 「メルヘン通り」             | 阿木燿子 | 宇崎竜童   | 2:14 |
| 6.                                                     | 「微笑の挽歌」               | 阿木燿子 | 宇崎竜童   | 3:59 |
| 合計時間:                                              | 合計時間:                    | 20:32    |            |      |

### CD／音楽配信
| 全編曲: クニ河内。 |                              |            |            |       |
| #                  | タイトル                     | 作詞       | 作曲       | 時間  |
| 1.                 | 「強がりはよせよ」           | 中島みゆき | 中島みゆき | 3:07  |
| 2.                 | 「明日 靴がかわいたら」      | 中島みゆき | 中島みゆき | 4:02  |
| 3.                 | 「雨が空を捨てる日は」       | 中島みゆき | 中島みゆき | 3:16  |
| 4.                 | 「LA-LA-LA」                 | 中島みゆき | 中島みゆき | 3:08  |
| 5.                 | 「わすれ鳥のうた」           | 中島みゆき | 中島みゆき | 4:45  |
| 6.                 | 「あばよ」                   | 中島みゆき | 中島みゆき | 3:36  |
| 7.                 | 「あなたと私のティータイム」 | 阿木燿子   | 宇崎竜童   | 3:23  |
| 8.                 | 「パントマイム」             | 阿木燿子   | 宇崎竜童   | 4:24  |
| 9.                 | 「あの子」                   | 阿木燿子   | 宇崎竜童   | 3:24  |
| 10.                | 「笑い上戸」                 | 阿木燿子   | 宇崎竜童   | 3:08  |
| 11.                | 「メルヘン通り」             | 阿木燿子   | 宇崎竜童   | 2:14  |
| 12.                | 「微笑の挽歌」               | 阿木燿子   | 宇崎竜童   | 3:59  |
| 合計時間:          | 合計時間:                    | 合計時間:  | 合計時間:  | 42:26 |

## 楽曲解説

### SIDE A
1. 強がりはよせよ
  - 12thシングル「あばよ」のB面曲。
  - 中島は、1979年にリリースしたアルバム『おかえりなさい』[4]で「強がりはよせヨ」としてセルフカバーしている。
2. 明日 靴がかわいたら
3. 雨が空を捨てる日は
  - 11thシングル「LA-LA-LA」のB面曲。
  - 中島はリリース直後に発表したアルバム『みんな去ってしまった』[5]でセルフカバーしている。
4. LA-LA-LA
  - 11thシングル。研はこの曲で『第27回NHK紅白歌合戦』に初出場を果たす[6]。
  - 中島は舞台『夜会Vol.3 KAN・TAN（邯鄲）』とツアー『EAST ASIA』（1993年）でセルフカバーしている。
5. わすれ鳥のうた
6. あばよ
  - 12thシングルとしてシングルカットされた。
  - 中島は『おかえりなさい』でセルフカバーしている[4]。

### SIDE B
1. あなたと私のティータイム
2. パントマイム
3. あの子
4. 笑い上戸
5. メルヘン通り
6. 微笑の挽歌